# Campeonato Cearense de Futebol da Terceira Divisão de 2006
O Campeonato Cearense de Futebol - Terceira Divisão de 2006 foi a 3ª edição do torneio e contou com 13 times.

## Equipes Participantes
Campeonato disputado por :
- América Football Club (Fortaleza)
- Aracati Esporte Clube (Aracati)
- Barbalha Futebol Clube (Barbalha)
- Calouros do Ar Futebol Clube (Fortaleza)
- Caucaia Esporte Clube (Caucaia)
- Centro Esportivo Morada Nova (Morada Nova)
- Eusébio Esporte Clube (Caucaia)
- Ipu Futebol Clube (Ipu)
- Jardim Sport Clube (Jardim)
- Maracanã Esporte Clube (Maracanaú)
- União Desportiva Messejana  (Fortaleza)
- Sociedade Esportiva e Cultural Terra e Mar Clube (Fortaleza)
- Tianguá Esporte Clube (Tianguá)

## Classificação

### Primeira Fase
Grupo A
- 1º Jardim (12 pts)
- 2º Eusébio (04 pts)
- 3º Barbalha (01 pts)

Grupo B
- 1º Ipu (9 pts)
- 2º Calouros do Ar (09 pts)
- 3º Tianguá (0 pts)

Grupo C
- 1º Maracanã (8 pts)
- 2º Aracati (5 pts)
- 3º Morada Nova (2 pts)

Grupo D
- 1º Caucáia (13 pts)
- 2⁰ Terra e Mar (11 pts)
- 3º União Messejana (9 pts)
- 4º América (0 pts)

### Segunda Fase
Grupo E
- 1º Aracati (13 pts)
- 2º Eusébio (11 pts)
- 3º Maracanã (10 pts)
- 4º Jardim (0 pts)

Grupo F
- 1º Ipu (13 pts)
- 2º Caucaia (10 pts)
- 3º Calouros do Ar (8 pts)
- 4º Terra e Mar (3 pts)

### Fase Final
Grupo G
- 1º Eusébio (12 pts) (campeão e promovido)
- 2º Caucaia (10 pts) (vice campeão e promovido)
- 3º Ipu (9 pts)
- 4º Aracati (4 pts)